# Jesús de Cos Borbolla
Jesús de Cos Borbolla (Riclones, Cantabria, 7 de noviembre de 1924 – 10 de diciembre de 2012) fue un guerrillero español, luchador en la recuperación de la memoria histórica desde su regreso del exilio en Francia.

## Biografía
Jesús pasó su infancia en el valle del Nansa, pescando y cuidando las vacas. Tras la ocupación militar de Cantabria en 1937, su familia fue brutalmente represaliada por el fascismo, incluyendo una ejecución a garrote vil, torturas y encarcelamientos. Su padre, Donato de Cos, que había sido Teniente de Alcalde en Rionansa por el Frente Popular, será asesinado en un campo de exterminio nazi (Mauthausen-Gusen) en 1941.

## Enlace
Desde los 15 años actúa como enlace de la Brigada de Ceferino Roiz “Machado”, muy influyente política y éticamente en él. Mientras, trabajaba en “Saltos del Nansa”, donde participó en la organización del Socorro Rojo junto a los presos políticos que allí trabajaban forzosamente.

## Guerrilla

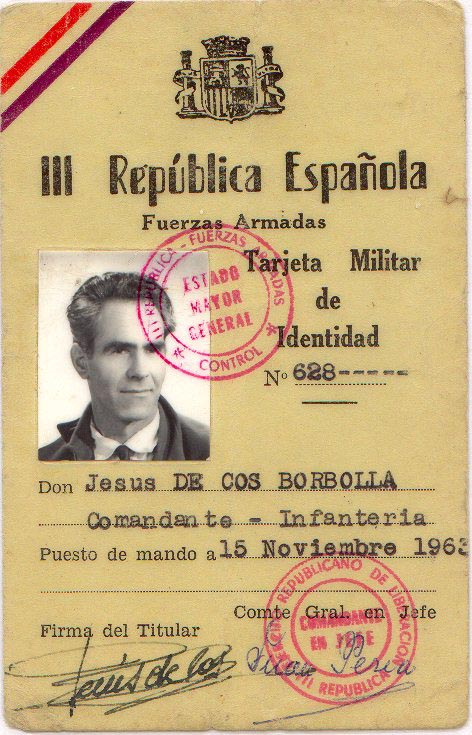
Guerrillero antifranquista cántabro Jesús de Cos Borbolla.

En 1945 accede a hacer el servicio militar en El Ferrol siguiendo instrucciones de Ceferino Roiz, para aprender el manejo de las armas y obtener información. Allí le sorprendió la caída de toda la dirección del Partido Comunista en Cantabria, la redada entre los trabajadores del Salto del Nansa y una denuncia-informe del responsable de Falange en su comarca, que le calificaba de “individuo peligroso y sospechoso, hijo de padres rojos”. Fue detenido y salvajemente torturado en el cuartel.
Desde el hospital militar consiguió escapar a Cantabria, donde se incorporó a la Brigada Machado, enlazando con históricos guerrilleros cántabros como Juan Fernández Ayala “Juanín” o Inocencio Aja Montes “Cenciu” para planificar varias acciones en la zona de Mazcuerras, participando en el robo de armas y dinero en la tienda-bar de Villanueva de la Peña, donde murió accidentalmente José Tejón.
En noviembre de 1946 se dirigía junto a “Madriles” desde Rábago a Torrelavega, cuando a la salida de un túnel en Virgen de la Peña fueron tiroteados por la Guardia Civil, alcanzando a Jesús en una pierna. Su compañero cargó con él semi-inconsciente durante varios kilómetros hasta Caranceja, donde pudieron curarle en casa de un enlace. Entonces decidió pasar a Francia, con la ayuda de su hermano Manuel.

## Exilio
Tras pasar por un campo de concentración, y sintiéndose abandonado por el Partido Comunista, con cuya decisión de cesar la lucha armada abandonando a cientos de guerrilleros a su suerte siempre fue muy crítico, se instaló en Burdeos. Ya repuesto de sus heridas trabajó como albañil.
Se afilió al sindicato socialista-comunista Confederation Generale de Travailleurs y seguía colaborando con el P.C.E., responsabilizándose del Comité por la Paz, recogiendo fondos para enviar como ayuda. En 1963, discrepando de la política de “reconciliación nacional” de Carrillo, se integra en el Movimiento por la III República, que fracasó en su intento de secuestrar al criminal de guerra nazi León Degrelle y posteriormente se desmoronó con la caída de su apoyo Ben Bella en Argelia. Entonces empezó a trabajar con el PC(M-L) y el FRAP, pasando la frontera con propaganda más de un centenar de veces. Entonces fue nombrado Comandante, siendo conocido con el pseudónimo “Pablo”. Mayo del 68 le cogió en París, durante las revueltas que se dieron, su hijo José fue detenido en Burdeos y torturado. En esta época se separa de “Anita”.

## Regreso y reivindicación de la memoria histórica

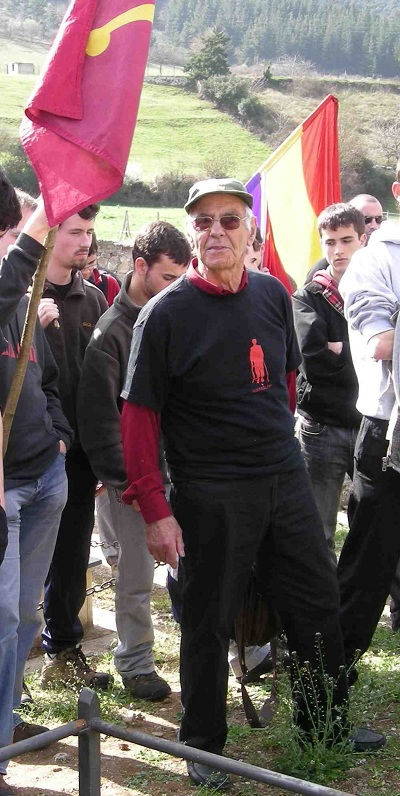
Guerrillero antifranquista cántabro Jesús de Cos Borbolla.

En 1979 entra con pasaporte legal en España, rehabilitando una casa en Rábago junto a su compañera Katia, con la que tuvo dos hijos, Anais y Florián.
En 1986 se restablece definitivamente en Cantabria, comenzando junto a su compañera y esposa Mari Sol González, una denodada labor de reivindicación de la memoria histórica y los derechos de los combatientes republicanos, a través de la Asociación Archivo, Guerra y Exilio (AGE).
A lo largo de los años ha logrado sembrar su tierra de múltiples monumentos y homenajes a las víctimas del fascismo:
- Monumento a las víctimas de los campos de exterminio nazi y la represión franquista (Camargo).
- Monumento a las mujeres republicanas de Cantabria (Camargo).
- Estela dedicada a Juan Fernández Ayala “Juanín” (Potes).
- Estela dedicada a Hermenegildo Campo Campillo “Gildo” y la familia asesinada en Tama (Potes).
- Estela a “Madriles” (La Borbolla).
- Placa los fusilados de la partida del “Cariñosu” (Ciriego).
- Placa a los 5 héroes de la Brigada Pasionaria (Ciriego).
- Monumento a la Brigada Machado (Bejes).

Luchador incansable hasta el último de sus días, ha ocupado la delegación de AGE en Cantabria, colaborando con la Coordinaora Antifacista de Cantabria (a cuyos jóvenes activistas cariñosamente denominaba “nietos”) y la CNT, integrándose en el movimiento de movimientos "Cantabria No Se Vende" o participando en el movimiento 15M, entre otros muchos.
En 2006 publicó “Ni bandidos, ni vencidos. Memorias de una gesta heroica. La guerrilla antifranquista en Cantabria”, donde recoge sus memorias, analiza la guerra civil española y recopila breves biografías de cientos de protagonistas en la lucha contra el fascismo en Cantabria, rescatándoles para siempre del olvido. En el prólogo, el investigador Jesús Gutiérrez Flores le define como “un octogenario con espíritu rebelde, inconformista, insobornable con una vitalidad envidiable”.
En febrero de 2013 recibió un homenaje de los movimientos sociales cántabros en Santander, que se abrió con folclore cántabro, la actuación de la Fanfarria Obrera, y una introducción que valoraba la importancia de la memoria histórica. A continuación habló la hija de Jesús, que había acudido desde Francia. Dos historiadores hicieron un análisis biográfico y se proyectó un documental sobre su vida. También intervinieron portavoces de varios movimientos sociales, así como exguerrilleros. El acto concluyó con la entrega de una estela cántabra tallada a Mari Sol, la compañera de Jesús, en la que se podía leer "Cantabria a Jesús de Cos. Siempre guerrilleros, nunca bandoleros".